# Valeuil
Valeuil foi uma comuna francesa na região administrativa da Nova Aquitânia, no departamento Dordonha. Estendia-se por uma área de 18,87 km². Em 2010 a comuna tinha 396 habitantes (densidade: 21 hab./km²).
Em 1 de janeiro de 2019, passou a formar parte da nova comuna de Brantôme en Périgord.